# Еремеево (сельское поселение Сиземское)
Еремеево — деревня в Шекснинском районе Вологодской области России. Входит в состав сельского поселения Сиземского, с точки зрения административно-территориального деления — в Еремеевский сельсовет.

## География
Находится возле реки Улома.

### Географическое положение
Расстояние до районного центра Шексны по автодороге — 26 км, до центра муниципального образования Чаромского по прямой — 5 км. Ближайшие населённые пункты — Брыкино, Соколово, Княже, Васьково, Горка, Фоминское, Колуберево.

## История
С 1 января 2006 года по 8 апреля 2009 года входила в Еремеевское сельское поселение.

## Население
| 2010 |
| ---- |
| 8    |

По переписи 2002 года население — 1 человек.

## Инфраструктура
Личное подсобное хозяйство.

## Транспорт
Деревня доступна автотранспортом. Остановка общественного транспорта «Еремеево».